# Jouannetia spinosa
Jouannetia spinosa is een tweekleppigensoort uit de familie van de Pholadidae. De wetenschappelijke naam van de soort is voor het eerst geldig gepubliceerd in 2008 door Haga & Kase.